# Entamoeba coli
Entamoeba coli é um protozoário do gênero das amebas, entamoeba díspar, não é prejudicial ao homem. É uma ameba não patogênica, que vive no intestino grosso humano e se locomove por pseudópodos. 
É mais provável que a amebíase se propague entre os que vivem em asilos e têm uma higiene inapropriada do que entre aqueles que não vivem desse modo; 
Doença: amebose 
• Habitat: cavidade intestinal • 
Via de transmissão: Ingestão de cistos em alimentos e bebidas contaminadas.
• Morfologia: trofozoítos e cistos.
• Parasita monoxeno
SINAIS E SINTOMAS
  Diarreia (a a 4 x por dia)  
*Fezes pastosas ou moles
*Presença de sangue e muco
*Cólica Desconforto abdominal  
*febre
As frutas e verduras podem contaminar-se quando crescem em terra fertilizada com adubo humano, são lavadas com água contaminada ou são preparadas por alguém que está infectado. https://www.portalsaofrancisco.com.br/saude/amebiase